# SCH-50911
SCH-50911，分子式C8H15NO3，是一种γ-氨基丁酸β受体（GABAB）选择性拮抗剂，用于治疗酒精戒斷症候群中的震顫性譫妄而开发。